# Joseph Hardtmuth
Joseph Hardtmuth (né le 13 février 1758 à Asparn an der Zaya, décédé le 23 mai 1816 à Vienne) fut un architecte, inventeur et industriel autrichien.

## Inventions
En 1789, il mit au point une nouvelle sorte de céramique, utilisant une glaçure sans pigments au plomb, destinée à la porcelaine de Vienne. 
En 1792, il fonda une fabrique de crayons à Vienne, après avoir mis au point un mélange de graphite et d'argile pour la mine.
En 1810, il inventa une ponce artificielle.
En 1848, ses fils Karl et Ludwig déplacèrent la fabrique en Bohème, dans l'actuelle ville tchèque de České Budějovice. Les produits de cette fabrique furent récompensés à plusieurs expositions internationales entre 1855 et 1925.

## Travaux architecturaux
- Palais Liechtenstein an der Herrengasse de Vienne, 1789-1791 (avec J. Meissl), (détruit entre 1913 et 1917)
- Burg Janův Hrad (de) de Lednice - République tchèque, 1801-02
- Dianatempel Valtice - République tchèque, 1810-1812
- Raistenkolonnade de Valtice - République tchèque, 1810-1812
- Schloss Pohanska de Břeclav - République tchèque, 1810-1812

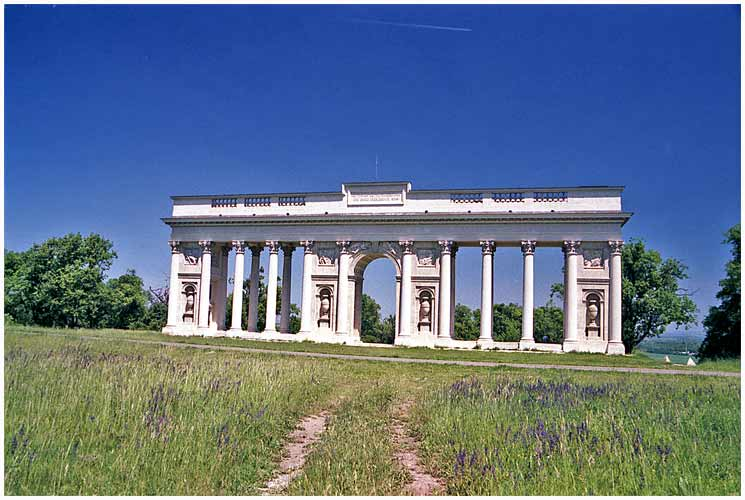
Raistenkolonnade (Valtice)
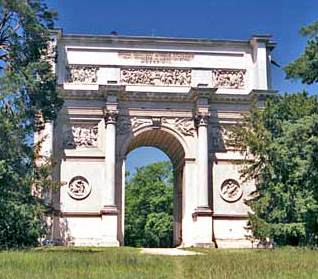
Dianatempel (Valtice)
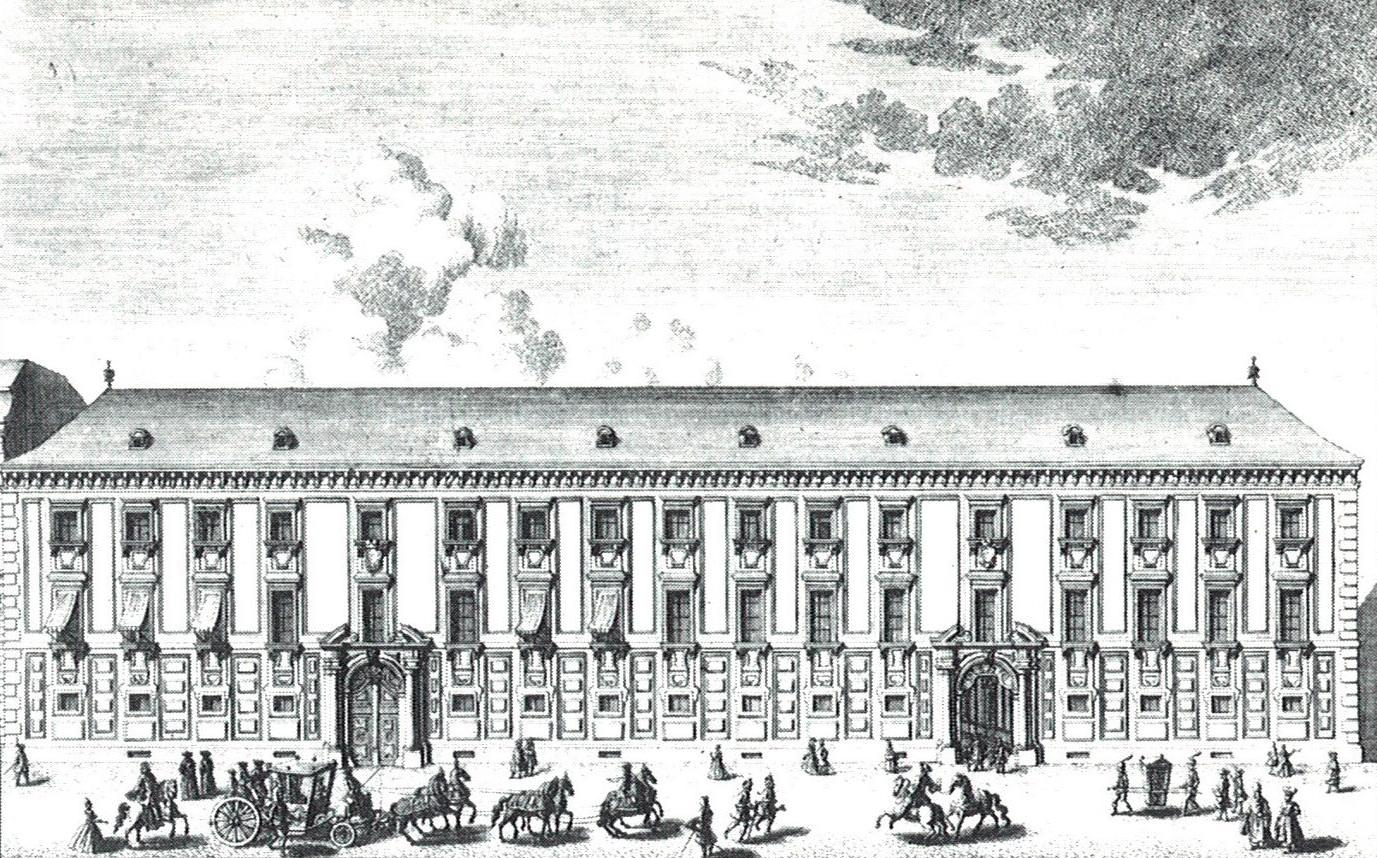
Palais Liechtenstein
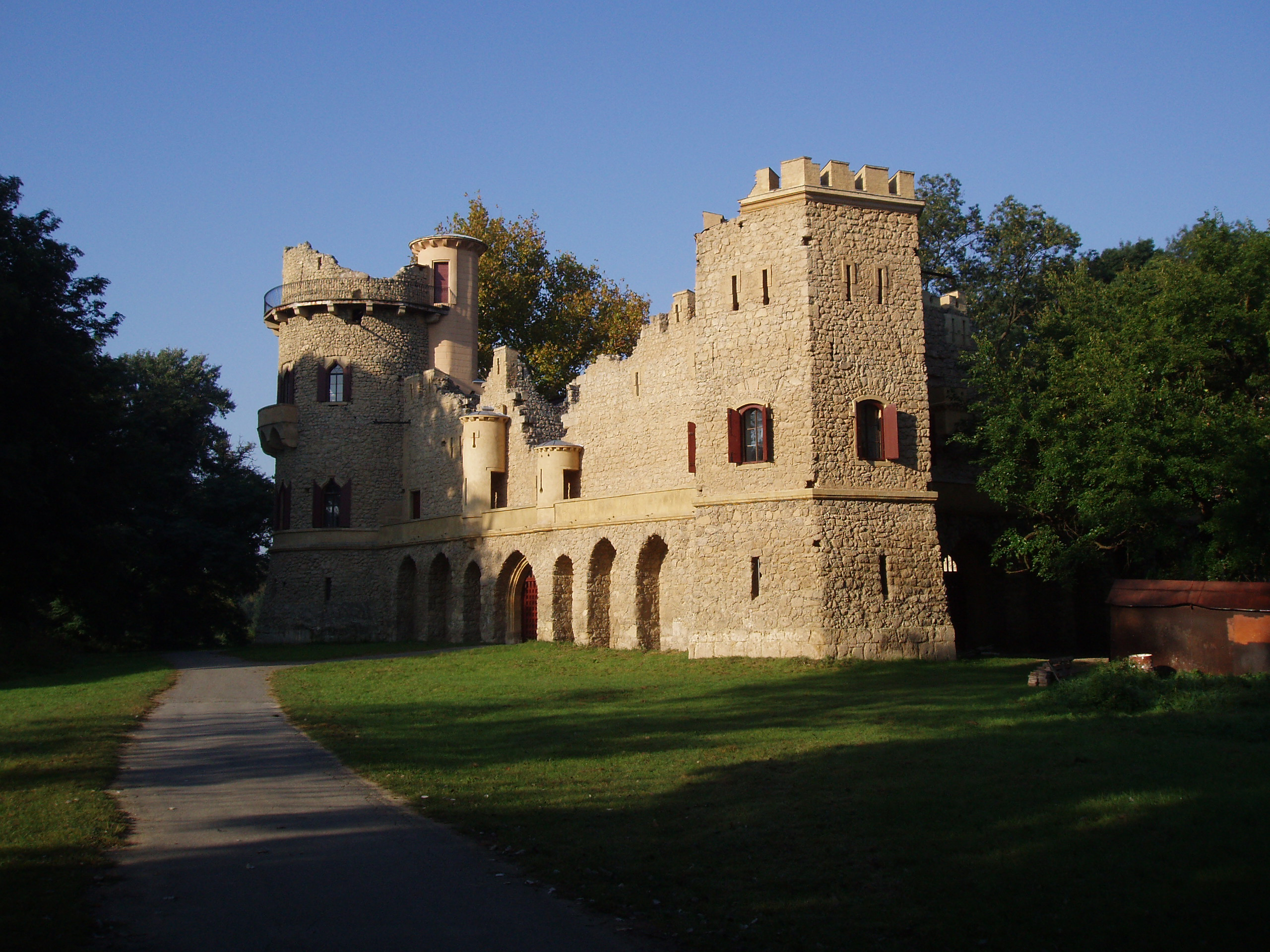
Burg Hansenburg

### Articles annexes
- Nicolas-Jacques Conté